# Jakob Mattner
Jakob Mattner (né le 1er février 1946 à Lübeck) est un peintre et sculpteur allemand.

## Biographie
Jakob Mattner étudie de 1967 à 1972 à l'université des arts de Berlin. En 1973, il reçoit une bourse de la DAAD pour un voyage d'étude à Rome. L'année suivante, il en reçoit une du ministère de l'Intérieur pour vivre un an à Paris. En 1977, il vient à la Villa Romana.
Il épouse en secondes noces Nana von Hugo, designer et architecte.
Mattner est membre de la Deutscher Künstlerbund.

## Œuvre
L'œuvre de Jakob Mattner s'intéresse à la métamorphose de la lumière entre l'obscurité et la luminosité, le crépuscule.
À l'occasion de l'année de la physique 2005, Mattner travaille pendant deux ans avec les astrophysiciens de la tour Einstein à Potsdam sur le thème commun du soleil, de la source de la lumière et de la vision.

## Source de la traduction
- (de) Cet article est partiellement ou en totalité issu de l’article de Wikipédia en allemand intitulé « Jakob Mattner » (voir la liste des auteurs).